# 冷泉 (加利福尼亞州圖奧勒米縣)
冷泉（英語：Cold Springs）是位於美國加利福尼亞州圖奧勒米縣的一個人口普查指定地區。

## 地理
冷泉的座標為38°09′33″N 120°03′08″W / 38.15917°N 120.05222°W，而該地最高點為海拔高度1520米（即5315英尺）。

## 人口
根據2010年美國人口普查的數據，冷泉的面積為4.492平方千米，當中陸地面積為4.492平方千米，而水域面積為0.000平方千米。當地共有人口181人，而人口密度為每平方千米40人。